# Togomyszka reliktowa
Togomyszka reliktowa (Leimacomys buettneri) – gatunek ssaka z podrodziny togomyszek (Leimacomyinae) w obrębie rodziny myszowatych (Muridae), który występuje w Afryce Zachodniej.

## Zasięg występowania
Togomyszka reliktowa znana jest tylko z miejsca typowego w górach Togo, w środkowym Togo.

## Taksonomia
Rodzaj i gatunek po raz pierwszy zgodnie z zasadami nazewnictwa binominalnego opisał w 1893 roku niemiecki zoolog Paul Matschie nadając im odpowiednio nazwy Leimacomys oraz Leimacomys buettneri. Holotyp pochodził z Bismarckburg, niedaleko Yege, w Togo. Znany jest jedynie z dwóch okazów złowionych w 1890 roku przez R. Büttnera (lub jego lokalnego pomocnika). Okazy (w formie skóry i ciała zakonserwowanego w spirytusie) przechowywane są w Muzeum Historii Naturalnej w Berlinie. Jedyny przedstawiciel podrodziny Leimacomyinae który opisali w 2005 roku amerykańscy teriolodzy Guy Musser i Michael D. Carleton oraz rodzaju togomyszka (Leimacomys).
Monotypowy rodzaj Leimacomys był umieszczany w podrodzinach Murinae i Dendromurinae, jako że kształt ciała i czaszki przypomina Murinae lub Deomyinae, zaś cechy uzębienia przypominają Dendromurinae. Jest on jednak filogenetycznie odrębny od przedstawicieli tych podrodzin i obecnie plasowany w monotypowej podrodzinie Leimacomyinae w rodzinie Muridae. Może być ostatnim przedstawicielem prymitywnej, odizolowanej linii Muridae; nie ma jednak dostępnych danych genetycznych potwierdzających jego pozycję filogenetyczną. Autorzy Illustrated Checklist of the Mammals of the World uznają ten takson za gatunek monotypowy.

### Etymologia
- Leimacomys: gr. λειμαξ leimax, λειμακος leimakos „ogród, łąka”; μυς mus, μυος muos „mysz”[14].
- buettneri: prof. Oscar Alexander Richard Büttner (1858–1927), niemiecki botanik, kolekcjoner z Kongo w latach 1884–1886 i Togolandu w latach 1890–1892[15].

## Morfologia
Długość ciała (bez ogona) 118 mm, długość ogona 37 mm, długość ucha 14 mm, długość tylnej stopy 21 mm (wymiary dla holotypu); brak szczegółowych danych dotyczących masy ciała. Jest to mały gryzoń przypominający mysz o bardzo krótkim ogonie. Ma złotobrązowy grzbiet, jaśniejsze boki ciała i szarobrązowy spód; włosy mają szarą nasadę, czarne końce i długość do 9,5 mm.

## Biologia
Bardzo niewiele wiadomo o tym gryzoniu. Znane osobniki zostały złapane w lesie, ich uzębienie i zawartość żołądka wskazują, że togomyszka reliktowa jest częściowo owadożerna. Krótki ogon (32% długości reszty ciała) sugeruje naziemny, nie nadrzewny tryb życia. Oprócz Togo, gryzoń ten może występować także w sąsiedniej Ghanie.

## Populacja i zagrożenia
Togomyszka reliktowa nie była obserwowana przez naukowców od 1890 roku i nie wiadomo, czy gatunek ten wyginął, czy wciąż żyje; czy jest krytycznie zagrożony, czy tylko rzadko spotykany. Badania przyrody mogły nie objąć właściwych typów środowiska, także stosowane metody chwytania mogą być niewłaściwe dla tego gatunku. Członkowie personelu togijskiej służby ochrony przyrody i mieszkańcy terenów bliskich siedliska typowego po pokazaniu zdjęć twierdzili, że zwierzę to jest im znane (tubylcy określali go lokalną nazwą „Yefuli”), co wskazywałoby na jego przetrwanie. Lasy Afryki Zachodniej są zagrożone przez rozwój rolnictwa i związane z nim wylesianie, także łowcy z Ghany twierdzą, że działania negatywnie wpłynęły na wiele gatunków, wśród których ma być także togomyszka reliktowa. Międzynarodowa Unia Ochrony Przyrody z braku danych nie przydzieliła togomyszki reliktowej do żadnej z kategorii zagrożenia.